# Hohenwarte (Schiff, 1980)
Die Hohenwarte ist ein Fahrgastschiff, das auf dem Hohenwarte-Stausee eingesetzt wird.

## Geschichte
Das Schiff wurde 1980 in Berlin-Köpenick beim VEB Yachtwerft Berlin für den damaligen VEB Kraftverkehr Schleiz gebaut und ist mit einem 122-PS-IFA-Sechszylinder-Dieselmotor vom Dieselmotorenwerk Schönebeck ausgestattet. Es wurde direkt nach seiner Fertigstellung per Tieflader zum Hohenwarte-Stausee transportiert, dort zu Wasser gelassen und wird bis heute dort eingesetzt. Es hatte ursprünglich eine Zulassung für die Beförderung von 220 Personen, wovon in der heutigen Zeit 144 Plätze genutzt werden.

## Einsatzgebiet
Der Eigner, die Fahrgastschiffahrt Hohenwarte GmbH, setzt das Schiff, neben der Saaletal  und der Saaleland, für Ausflugs- und Rundfahrten auf dem Hohenwarte-Stausee ein. Zusätzlich kann das Schiff für Veranstaltungen gemietet werden und es werden Sonder- und Veranstaltungsfahrten für Schlagerpartys oder Rockkonzerte auf dem See durchgeführt.